# Don Marcelino
Don Marcelino é um município de  terceira classe de renda municipal (d) na província Davao Ocidental, nas Filipinas. De acordo com o censo de 1 de maio  de  2020 possui uma população de 45 540 pessoas e 11 271 domicílios.